# The Jak and Daxter Trilogy
The Jak and Daxter Trilogy (ou Jak and Daxter Collection aux États-Unis) est une compilation développée par Naughty Dog et Mass Media sortie le 21 mars 2012 sur PlayStation 3 et le 19 juin 2013 sur PlayStation Vita. Elle regroupe les portages des jeux Jak and Daxter: The Precursor Legacy, Jak II : Hors-la-loi et Jak 3 sortis initialement sur PlayStation 2 entre 2001 et 2004.

## Développement
Le 30 mai 2011, le site Internet Gematsu rapporte que, selon une de leurs sources, une compilation Devil May Cry en HD sur PlayStation 3 sera annoncée à l'E3. Selon cette même source, une autre compilation sera aussi annoncée, mais son nom doit encore être gardé secret. Il est simplement révélé que cette compilation sera « dark, dirty, and dangerous » (« obscure, sordide et dangereuse »), ce qui est une allusion à une réplique de Jak dans Jak 3.
Le 30 septembre 2011, un référencement de Jak and Daxter HD Collection apparaît sur le site de vente en ligne sud-africain BT Games, ce qui relance la rumeur.
Le 10 octobre 2011, le site norvégien PlayStationSpill affirme que Justin Richmond aurait révélé l'existence de Jak and Daxter HD Collection lors d'une conférence à Oslo, avec une sortie prévue en 2012 sur PS3. L'information est ensuite reprise par d'autres sites Internet,.

## Accueil

### PlayStation 3
La version PlayStation 3 de The Jak and Daxter Trilogy est accueillie de manière positive par la critique. Elle obtient un score de 80,32 % sur GameRankings, et de 81 / 100 sur Metacritic.
L'aspect graphique de la compilation réussit à convaincre les critiques, mais avec quelques réserves. Thomas Méreur de Gamekult regrette qu'il ne faille pas « [s'attendre] à une refonte graphique. Les développeurs se sont ici contentés de rendre ces jeux agréables à regarder sur nos télés de 2012. » Selon lui, « le rendu est donc propre et lisse, mais le coup de vieux graphique se fait tout de même sentir, surtout pour le premier épisode datant tout de même de 2001. » Grégory Szriftgiser de Gameblog estime que, « comme de nombreux titres ayant opté pour une direction artistique cartoon, les trois jeux restent tout à fait décents […] en partie grâce à une qualité d'animation, marque de fabrique du studio, qui reste à notre époque encore assez remarquable, ainsi qu'à un ton toujours assez juste, teinté d'un humour un peu potache mais plutôt agréable, et qui invitent ainsi à ne pas trop s'attarder sur le vide pourtant frappant de certaines zones, ou la modélisation à la serpe de l'époque. » Nicolas Charciarek de Jeuxvideo.com est quant à lui d'avis qu'« un bon design reste un bon design et [qu'] on se laisse charmer sans le moindre problème par ce qui s'affiche à l'écran. Les trois titres ont de plus des univers graphiques très différents, de la féerie habituelle au genre du premier en passant par le monde sombre et industriel de Hors-la-loi jusqu'aux déserts de Jak 3. »
Le système de jeu fait l'objet de critiques positives. Nicolas Charciarek se réjouit de ce que « le plaisir de contrôler Jak est demeuré intact. […] On louait la franchise pour ses univers d'une taille conséquente et la richesse de leur gameplay, cumulant plates-formes, véhicules et combats, force est de constater qu'on retombe dedans sans difficultés. » Thomas Méreur juge que « la qualité de la série décline légèrement au fil des épisodes, mais [qu'] il serait idiot de ne pas reconnaître leur étonnante efficacité même après toutes ces années. » Les critiques relèvent aussi quelques défauts : Grégory Szriftgiser pointe du doigt « une caméra capricieuse, ou un mélange parfois un peu brouillon de mécaniques plus nombreuses mais aussi moins bien soignées que la base plate-forme, par exemple. » Nicolas Charciarek mentionne pour sa part « quelques séquences de jeu inutilement longuettes ou surtout la gestion de la physique qui choque pas mal en 2012. »
La durée de vie de la compilation est régulièrement citée comme point positif. Thomas Méreur parle de « trois grosses aventures denses et prenantes. » Nicolas Charciarek déclare quant à lui que « réunir les trois jeux originaux sur un seul disque, c'est offrir une aventure colossale aux joueurs en manque d'un genre qui a pratiquement déserté les consoles sur cette génération. »
Enfin, le contenu de la compilation est aussi épinglé par certaines critiques. Jeffrey Matulef d'Eurogamer fait remarquer qu'« il n'y a pas de nouveau contenu, trophées et compatibilité avec la 3D stéréoscopique mis à part. » Grégory Szriftgiser peste « contre l'absence de retour au menu des sélections des jeux (il faut quitter puis relancer) » et déplore en outre « que Sony n'ait pas inclus Daxter, le très bon premier titre PSP de Ready at Dawn, et même s'ils n'étaient pas les plus réussis, […] Jak X et The Lost Frontier… »

### PlayStation Vita
La version PlayStation Vita du jeu reçoit un accueil moins favorable de la critique. Elle obtient un score de 67,64 % sur GameRankings, et de 67 / 100 sur Metacritic.

### Citations du jeu
1. ↑  (version anglaise) « Torn: Jak, I need you to go into the sewers, into the Metal Head City section. [...]
Jak: Dark, dirty, dangerous... I'm beginning to like this war. »
(version française) « Torn : Jak, je veux que tu passes par les égouts pour atteindre la section des Metal Heads. [...]
Jak : Obscure, sordide, dangereuse... Cette guerre commence à me plaire. »